# Antinoopolis

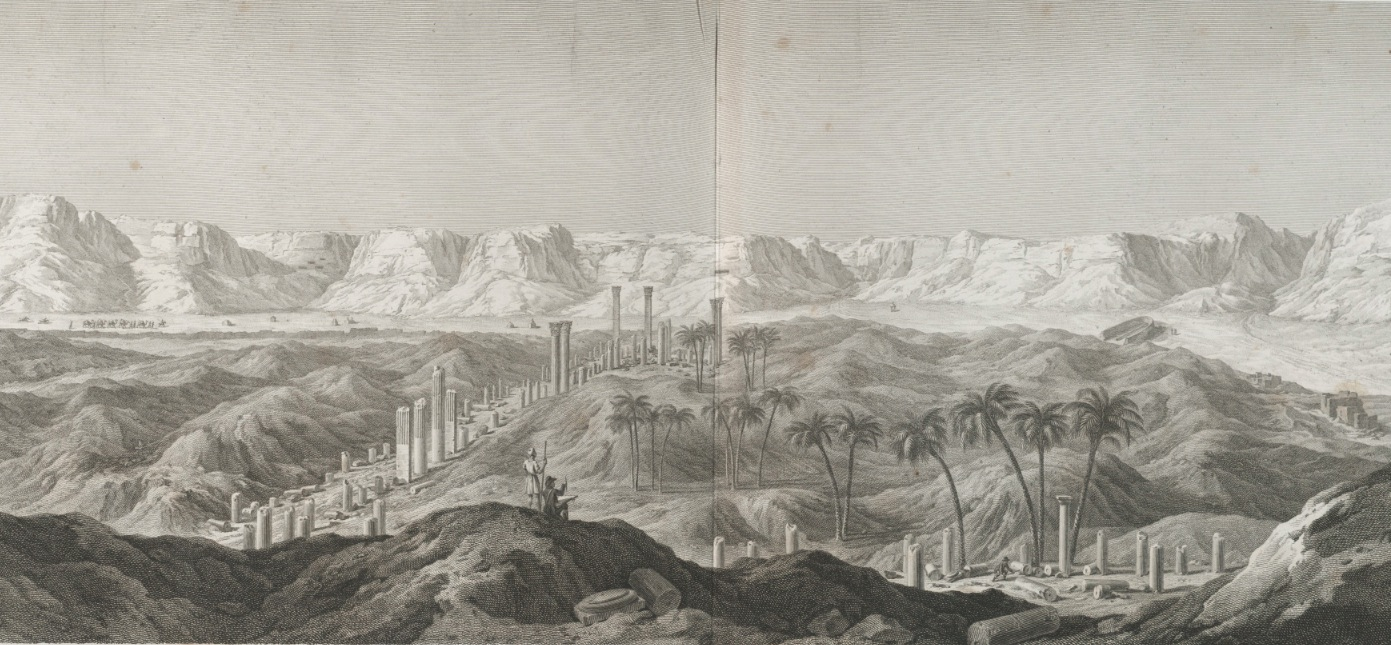
Ruiny Antinoopolis na rycinie z 1809 r.

Antinoopolis, także: Antinoe (z gr.) – starożytne miasto egipskie założone około 137 roku przez cesarza rzymskiego Hadriana na cześć zmarłego kochanka i dworzanina Antinousa. Położone na wprost Hermopolis Magna, w rejonie dzisiejszej miejscowości Asz-Szajch Ibada w Egipcie.
Wzniesiono je w miejscu utonięcia Antinousa (130), w dolnym biegu Nilu na jej wschodnim brzegu. Miasto wzorowano na miastach greckich, tak że wkrótce stało się wyspą helleńskiej kultury w środku Egiptu. Wybudowane zostało na planie długiego prostokąta. W północnej części jednej z głównych ulic znajduje się mauzoleum Antinousa. Poza miejscem upamiętniającym Antinousa znajdują się tam również ruiny łaźni, cyrku dla wyścigów kwadryg.